# Aughenbaugh Peak
Aughenbaugh Peak är en bergstopp i Antarktis. Den ligger i Västantarktis. Argentina och Storbritannien gör anspråk på området. Toppen på Aughenbaugh Peak är 1 800 meter över havet.
Terrängen runt Aughenbaugh Peak är huvudsakligen kuperad, men den allra närmaste omgivningen är bergig. Trakten är obefolkad. Det finns inga samhällen i närheten. 